# Hassi Delaa
Hassi Delaa è una città dell'Algeria, nella Provincia di Laghouat. Si trova 400 km a sud di Algeri.